# Petr Sadovský
Petr Sadovský (* 26. června 1969) je český politik a podnikatel v IT, od října 2017 poslanec Poslanecké sněmovny PČR, v letech 2016 až 2020 a opět od roku 2024 zastupitel Královéhradeckého kraje, od roku 2014 zastupitel a od roku 2022 radní (v letech 2016 až 2022 také místostarosta) města Dobruška, člen hnutí ANO, předtím nestraník za ČSSD.

## Život
Od září 1998 je jednatelem a společníkem s vkladem ve firmě ACT CZ, která se zabývá prodejem a servisem počítačových sestav a příslušenství. Zajišťuje též projektování počítačových sítí a sportovní sázení.
Petr Sadovský žije ve městě Dobruška v okrese Rychnov nad Kněžnou.

## Politické působení
V komunálních volbách v letech 2006 a 2010 kandidoval jako nestraník za ČSSD do Zastupitelstva města Dobruška, ale ani jednou neuspěl. V roce 2013 se stal členem hnutí ANO 2011, předsedá Oblastní organizaci Rychnov nad Kněžnou. Ve volbách v roce 2014 vedl kandidátku hnutí ANO 2011 a byl zvolen zastupitelem města. Po změnách v městské koalici se stal v březnu 2016 neuvolněným místostarostou města. Působí jako předseda Likvidační komise.
V krajských volbách v roce 2016 byl za hnutí ANO 2011 zvolen zastupitelem Královéhradeckého kraje. Působil jako člen Výboru sociálního a Výboru pro dopravu. Ve volbách v roce 2020 mandát krajského zastupitele obhajoval, ale tentokrát neuspěl.
Ve volbách do Senátu PČR v roce 2014 kandidoval za hnutí ANO 2011 v obvodu č. 48 – Rychnov nad Kněžnou. Se ziskem 13,72 % hlasů skončil na třetím místě.
Ve volbách do Poslanecké sněmovny PČR v roce 2013 kandidoval za hnutí ANO 2011 v Královéhradeckém kraji, ale neuspěl (stal se prvním náhradníkem). Podařilo se mu to až ve volbách v roce 2017, když byl za hnutí ANO 2011 zvolen poslancem v Královéhradeckém kraji, a to ze třetího místa kandidátky.
V komunálních volbách v roce 2018 obhájil za hnutí ANO 2011 post zastupitele města Dobruška, a to z pozice lídra kandidátky. Zůstal též ve funkci místostarosty.
Ve volbách do Poslanecké sněmovny PČR v roce 2021 kandidoval za hnutí ANO 2011 na 3. místě v Královéhradeckém kraji. Získal 1 452 preferenčních hlasů, a stal se tak znovu poslancem.
V komunálních volbách v roce 2022 kandidoval do zastupitelstva Dobrušky jako lídr kandidátky hnutí ANO 2011. Mandát zastupitele města se mu podařilo obhájit, místostarostou se však již nestal. Dne 24. října 2022 byl zvolen radním města. V krajských volbách v roce 2024 byl po čtyřleté pauze zvolen jako člen hnutí ANO zastupitelem Královéhradeckého kraje.
Ve volbách do Poslanecké sněmovny PČR v roce 2025 kandiduje na 3. místě kandidátky hnutí ANO v Královéhradeckém kraji.